# Арельяно Седильо, Алехандро
Алехандро Арельяно Седильо (итал. Alejandro Arellano Cedillo; род. 8 июня 1962, Олиас-дель-Рей, Испания) — испанский куриальный прелат. Прелат-аудитор Трибунала Римской Роты с 25 апреля 2007 по 30 марта 2021. Декан Трибунала Священной Римской Роты с 30 марта 2021. Титулярный архиепископ Бизульдино со 2 февраля 2023.